# Basídio

Esquema de um fungo basidiomycota, estrutura da lamela e dos basídios nas margens das lamelas.

Basídio, do latim basidium (pl. em latim, basidia), é uma estrutura microscópica produtora de esporos encontrada nos himenóforos dos corpos de frutificação dos fungos basidiomycota. A presença do basídio é uma das principais características de um basidiomiceto. Um basídio, geralmente, produz quatro esporos, chamados basidiósporos; o número pode variar de dois a oito esporos. Num basídio comum, cada basidiosporo nasce do esterigma.

## Descrição
Os basídios são formados nos basidiomas.

### Holobasídios e fragmobasídios
A maioria dos Basidiomycota apresenta basídios unicelulares, designados por holobasídios, mas alguns apresentam múltiplas células, sendo designados por fragmobasídios. Por exemplo, os fungos causadores de ferrugens da ordem Puccinales apresentam fragmobasídios com quatro células que são separadas por paredes ao longo de sua seção transversal. Alguns fungos gelatinosos da ordem Tremellales também apresentam fragmobasídios com quatro células separadas por paredes e com formato de cruz. Por vezes, o basídio é desenvolvido a partir de um probasídio, que não é alongado como uma hifa típica. O basídio pode ser pedunculado ou ligado diretamente às hifas.
O basídio é normalmente em forma de bastão, estreito na haste e largo perto de sua extremidade externa. A estrutura é mais larga na cúpula hemisférica média situada no ápice, com a base a apresentar cerca de metade do diâmetro mais largo no ponto mais alto. Os basídios com base curta e estreita têm a forma de um ovo invertido e ocorrem em géneros como Paullicorticium, Oliveonia e Tulasnella. Os basídios com uma base larga geralmente têm a forma de um barril.